# Frederik Ulrich van Brunswijk-Wolfenbüttel
Frederik Ulrich (Wolfenbüttel, 5 april 1591 - Braunschweig, 11 augustus 1634) was een zoon van hertog Hendrik Julius van Brunswijk-Wolfenbüttel en zijn tweede vrouw Elisabeth, de zuster van de koning van Denemarken.
Frederik Ulrich studeerde aan de universiteit van Helmstedt en Tübingen, terwijl zijn vader zich ophield in Praag als keizerlijke schatbewaarder en zijn moeder regeerde. In 1614 volgde hij zijn vader op als hertog in Brunswijk-Wolfenbüttel en Calenberg. Hij erfde bovendien een enorme som schulden.
Frederik Ulrich liet een karakteristieke toren op het slot Wolfenbüttel zetten, het arsenaal en de Mariakirche bouwen.
Vanwege zijn voorliefde voor alcohol moest hij de regering in 1616 overlaten aan regenten, die evenwel in 1622 werden afgezet wegens corruptie. In 1626 nam zijn oom Christiaan IV van Denemarken de regering over. In 1627 werd de stad aangevallen door keizerlijke troepen onder Pappenheim. De Oker werd afgedamd zodat de hele stad onder water kwam te staan. In 1631 viel koning Gustaaf Adolf van Zweden de stad aan.
Frederik Ulrich was gehuwd met Anna Sophia van Brandenburg (1598-1659), een dochter van keurvorst Johan Sigismund van Brandenburg, maar het echtpaar had geen kinderen. De hertog stierf aan zijn verwondingen, nadat hij gewond was geraakt bij een val. Het hertogdom ging na interne strijd in 1642 over op de lijn Dannenberg.

## Voorouders
| Overgrootouders                                        | Hendrik II van Brunswijk-Wolfenbüttel (1489-1568) ∞ Maria van Württemberg (1496-1541)         | Hendrik II van Brunswijk-Wolfenbüttel (1489-1568) ∞ Maria van Württemberg (1496-1541)         | Joachim II Hector van Brandenburg (1505-1571) ∞ Hedwig van Polen (1513-1573)                  | Joachim II Hector van Brandenburg (1505-1571) ∞ Hedwig van Polen (1513-1573)                  | Christiaan III van Denemarken (1503-1559) ∞ 1525 Dorothea van Saksen-Lauenburg (1511-1571)    | Christiaan III van Denemarken (1503-1559) ∞ 1525 Dorothea van Saksen-Lauenburg (1511-1571)    | Ulrich van Mecklenburg-Güstrow (1527-1603) ∞ Elisabeth van Denemarken                         | Ulrich van Mecklenburg-Güstrow (1527-1603) ∞ Elisabeth van Denemarken                         | Ulrich van Mecklenburg-Güstrow (1527-1603) ∞ Elisabeth van Denemarken | Ulrich van Mecklenburg-Güstrow (1527-1603) ∞ Elisabeth van Denemarken |
| Grootouders                                            | Julius van Brunswijk-Wolfenbüttel (1529-1589) ∞ Hedwig van Brandenburg (1540-1602)            | Julius van Brunswijk-Wolfenbüttel (1529-1589) ∞ Hedwig van Brandenburg (1540-1602)            | Julius van Brunswijk-Wolfenbüttel (1529-1589) ∞ Hedwig van Brandenburg (1540-1602)            | Julius van Brunswijk-Wolfenbüttel (1529-1589) ∞ Hedwig van Brandenburg (1540-1602)            | Frederik II van Denemarken (1534-1588) ∞ 1572 Sophia van Mecklenburg-Güstrow (1557-1631)      | Frederik II van Denemarken (1534-1588) ∞ 1572 Sophia van Mecklenburg-Güstrow (1557-1631)      | Frederik II van Denemarken (1534-1588) ∞ 1572 Sophia van Mecklenburg-Güstrow (1557-1631)      | Frederik II van Denemarken (1534-1588) ∞ 1572 Sophia van Mecklenburg-Güstrow (1557-1631)      |                                                                       |                                                                       |
| Ouders                                                 | Hendrik Julius van Brunswijk-Wolfenbüttel (1564-1613) ∞ Elisabeth van Denemarken (1573-1625), | Hendrik Julius van Brunswijk-Wolfenbüttel (1564-1613) ∞ Elisabeth van Denemarken (1573-1625), | Hendrik Julius van Brunswijk-Wolfenbüttel (1564-1613) ∞ Elisabeth van Denemarken (1573-1625), | Hendrik Julius van Brunswijk-Wolfenbüttel (1564-1613) ∞ Elisabeth van Denemarken (1573-1625), | Hendrik Julius van Brunswijk-Wolfenbüttel (1564-1613) ∞ Elisabeth van Denemarken (1573-1625), | Hendrik Julius van Brunswijk-Wolfenbüttel (1564-1613) ∞ Elisabeth van Denemarken (1573-1625), | Hendrik Julius van Brunswijk-Wolfenbüttel (1564-1613) ∞ Elisabeth van Denemarken (1573-1625), | Hendrik Julius van Brunswijk-Wolfenbüttel (1564-1613) ∞ Elisabeth van Denemarken (1573-1625), |                                                                       |                                                                       |
| Frederik Ulrich van Brunswijk-Wolfenbüttel (1591-1634) |                                                                                               |                                                                                               |                                                                                               |                                                                                               |                                                                                               |                                                                                               |                                                                                               |                                                                                               |                                                                       |                                                                       |

## Bron
- Grote, H. (2005) Schloss Wolfenbüttel. Residenz der Herzöge zu Braunschweig und Lüneburg.